# 屈尔丹
屈尔丹（法語：Curdin，法語發音：[kyʁdɛ̃]）是法国索恩-卢瓦尔省的一个市镇，属于沙罗勒区。

## 地理
屈尔丹（46°35'42"N, 3°59'45"E）面积8 平方千米，位于法国勃艮第-弗朗什-孔泰大區索恩-卢瓦尔省，该省份为法国中部省份，北起顺时针与科多尔省、汝拉省、安省、罗讷省、卢瓦尔省、阿列省和涅夫勒省接壤。
与屈尔丹接壤的市镇（或旧市镇、城区）包括：拉沙佩勒欧芒、格尼翁、讷维格朗尚、阿鲁河畔里尼。

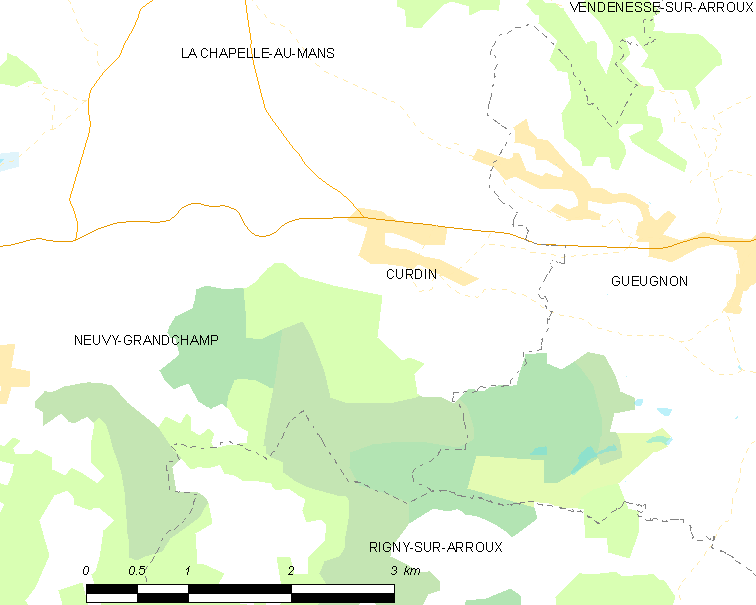
屈尔丹的OSM定位图

屈尔丹的时区为UTC+01:00、UTC+02:00（夏令时）。

## 行政
屈尔丹的邮政编码为71130，INSEE市镇编码为71161。

## 政治
屈尔丹所属的省级选区为格尼翁县。

## 人口

1962-2008年间屈尔丹人口变化图示

屈尔丹于2022年1月1日时的人口数量为337人。